# Sascha Demand
Sascha Demand (* 10. August 1971 in Gütersloh) ist ein deutscher Musiker (Gitarre, Komposition), der sowohl im Bereich der Neuen Musik als auch der Improvisationsmusik sowie als Musikautor hervorgetreten ist.

## Leben und Wirken
Demand erhielt ersten Gitarrenunterricht im Alter von acht Jahren; er wurde unter anderem bei Ulrich Müller in Osnabrück sowie bei Monika Burzik in Düsseldorf ausgebildet. Anschließend studierte er Visuelle Kommunikation an der Hochschule für bildende Künste Hamburg (bei u. a. Michael Haller und Eran Schaerf). Seine Diplomarbeit Modelle medialer Inszenierungen wurde in einer interdisziplinären Kooperation mit der Hochschule für Musik und Theater Hamburg (von Peter Michael Hamel) betreut.
1992 war er Mitbegründer des Improvisationsquintetts beside the cage. Seit 2001 ist er Mitglied des ensemble-Integrales in Hamburg. Er spielt gemeinsam mit dem Live-Elektroniker Boris D. Hegenbart-Matsui in dem Duo 9kHz und mit Sebastian Reier im E-Gitarrenduo for regular fellows. Vielfach arbeitet er mit dem Blasinstrumentalisten Hannes Wienert und der Lichtkünstlerin Katrin Bethge zusammen. Durch seine rege Konzerttätigkeit kam es zu vielen Zusammenarbeiten mit Musikern wie Burkhard Beins, Marko Ciciliani, Rhodri Davies, John Eckhardt, Karlheinz Essl junior, Vinko Globokar, Felix Kubin, Keith Rowe, John Russell, Burkhard Stangl, Roger Turner oder Wu Wei. Demand hat mehrere CDs veröffentlicht.
Seit 2006 veranstaltete er zusammen mit Burkhard Friedrich die Konzertreihe Gegen den Strom für improvisierte Musik. Er ist Dozent für Gitarre und Komposition an der Musikschule der Stadt Pinneberg. Demand ist Beiratsmitglied des KLANG!-Projektes in Hamburg.

## Diskographische Hinweise
- Burkhard Friedrich HerbstTänze / FarbenSpiel / Spie[ge]l[e]n / 7 Szenen aus Lancelots Spiegel / Views into the Mirrorcity (WERGO 2002)
- Sascha Demand / Ralf Kleinemas Arbeiten (Berslton 2004)
- 9kHz (En/Of deluxe; 2004, mit Boris D. Hegenbart-Matsui)
- Plakation, e-Gitarre solo (Creative Sources 2005)
- Sascha Demand / Hannes Wienert Sirenen & Blüten (Creative Sources 2008)